# Jok
Jok a cui secondo altre trascrizioni si aggiunge  Odudu, è una divinità della mitologia degli alur dell'Uganda e dello Zaire.

## Nel mito
Si tratta della divinità creatrice delle cose e degli esseri, a lui si deve la pioggia. Il termine djok (gli spiriti che vivono sulla terra sotto sembianze di serpenti e pietre ) si dice che derivi da lui.

## Il culto
Nei periodi di prolungata siccità si sacrificavano delle capre per placare la sua ira e renderlo benevolo.